# NK Cerknica
Nogometni klub Cerknica (tiếng Việt: Câu lạc bộ bóng đá Cerknica), thường hay gọi NK Cerknica hoặc đơn giản Cerknica, là một câu lạc bộ bóng đá Slovenia đến từ Cerknica, hiện tại thi đấu ở Littoral League, cấp độ 4 của hệ thống giải bóng đá Slovenia. Cerknica được thành lập năm 1926.

## Danh hiệu
- Giải bóng đá hạng tư quốc gia Slovenia: 2

2003-04, 2012-13